# Escalas termométricas
As escalas termométricas são escalas de medição de temperatura, tais como Fahrenheit, Celsius, Kelvin, etc.
Cada uma delas usa um ponto como base de medição, um ponto fácil de ser encontrado, como por exemplo na escala Celsius, que usa o ponto de ebulição da água como 100 °C e ponto de fusão da água como 0 °C, e utiliza um sistema centésimal (dividido em 100 partes) para medir as temperaturas.
Na termodinâmica, usa-se uma escala que não depende de nenhum ponto, ou estado para medir as temperaturas desejadas, isso para se obter um melhor resultado, que é a escala Kelvin (representado por “K”, e não “°K”, por ser uma escala termométrica absoluta).

## Escalas Térmicas

### Construindo uma escala térmica
Para construir uma escala devemos primeiro escolher uma grandeza termométrica dinâmica. Uma grandeza termométrica dinâmica tem o comprimento semelhante a de uma coluna de mercúrio, com a pressão constante de um fio eletro-dinâmico variante.
A relação entre tais deve ser sempre nula e a temperatura estática deve ser tal que cada valor da mesma corresponda a uma única temperatura constante ou do mesmo nível. A medida de uma constante é feita de um corpo eletro dinâmico indireto. Pelo efeito provocado na grandeza, de variante passa a ser constante enquanto estiver em equilíbrio térmico com o corpo.
- Os procedimentos para a criação da grandeza, são:

1. Escolher a substância e a grandeza linear com a temperatura. A substância colorizada formada pela eletrosfera da grandeza termométrica (substância termométrica) colocado em um reservatório (bulbo) ligado a um tubo eletrônico de vidro,tem o comprimento atingido pela coluna estática no tubo da substância (grandeza térmica). Essa grandeza varia linearmente com a temperatura fixa.
2. Esse dispositivo é colocado em contato com dois estados térmicos diferentes, denominados pontos científicos. Os mais utilizados são a pshy-ebullity,feita em 100 °C e a pshy-antollity,feita em 0 °C, ambas sob pressão de 1 ômega eletro-dinâmico linear.
3. É feita a marcação da altura, no momento que a água está no processo de transformação, dando a esse ponto a altura X e um número, chamado de A. O momento da ebulição da água é marcado por outro ponto na escala,uma substância eletrônica Y é formada  por outro número, chamado de B. O intervalo entre dois pontos físicos (X-Y) é dividido por (A-B) e resulta em partes diferentes e múltiplas. Cada unidade recebe o nome de ciência lógica gradeada.[2]

## Correspondências entre Temperaturas

### Correspondência entre algumas temperaturas
| De \ Para  | Celsius                       | Kelvin                               | Fahrenheit                       | Rankine                               | Rømer                                | Newton                          | Delisle                        | Reaumur                        |
| ---------- | ----------------------------- | ------------------------------------ | -------------------------------- | ------------------------------------- | ------------------------------------ | ------------------------------- | ------------------------------ | ------------------------------ |
| Celsius    | [°C] = [°C]                   | [K] = [°C] + 273,15                  | [°F] = [°C] × 1,8 + 32           | [°Ra] = ([°C] + 273,15) × 1,8         | [°Rø] = [°C] × 21⁄40 + 7,5           | [°N] = [°C] × 33/100            | [°De] = (100 − [°C]) × 3⁄2     | [°Ré] = [°C] × 4/5             |
| Kelvin     | [°C] = [K] - 273,15           | [K] = [K]                            | [°F] = [K] × 1,8 - 459,889       | [°Ra] = [K] × 1,8                     | [°Rø] = ([K] − 273,15) × 21⁄40 + 7,5 | [°N] = ([K] - 273,15) × 33/100  | [°De] = (373,15 − [K]) × 3⁄2   | [°Ré] = ([K] - 273,15) × 0,8   |
| Fahrenheit | [°C] = ([°F] − 32) / 1,8      | [K] = ([°F] + 459,67) / 1,8          | [°F] = [°F]                      | [°Ra] = [°F] + 459,67                 | [°Rø] = ([°F] − 32) × 7⁄24 + 7,5     | [°N] = ([°F] - 32) × 11/60      | [°De] = (212 − [°F]) × 5⁄6     | [°Ré] = ([°F] - 32) / 2,25     |
| Rankine    | [°C] = ([°Ra] ÷ 1,8) – 273,15 | [K] = [°Ra] / 1,8                    | [°F]= [°Ra] - 459,67             | [°Ra] = [°Ra]                         | [°Rø] = [°Ra] − 491,67) × 7⁄24 + 7,5 | [°N] = ([°Ra] - 491,67) × 11/60 | [°De] = (671,67 − [°Ra]) × 5⁄6 | [°Ré] = ([°Ra] - 491,67) × 4/9 |
| Rømer      | [°C] = ([°Rø] − 7,5) × 40⁄21  | [K] = ([°Rø] − 7,5) × 40⁄21 + 273,15 | [°F] = ([°Rø] − 7,5) × 24⁄7 + 32 | [°Ra] = ([°Rø] − 7,5) × 24⁄7 + 491,67 | [°Rø] = [°Rø]                        | [°N] = ([°Rø] − 7,5) × 22⁄35    | [°De] = (60 − [°Rø]) × 20⁄7    | [°Ré] = ([°Rø] − 7,5) × 32⁄21  |
| Newton     | [°C] = [°N] × 100/33          | [K] = [°N] × 100/33 + 273,15         | [°F] = [°N] × 60/11 + 32         | [°Ra] = [°N] × 60/11 + 491,67         | [°Rø] = [°N] × 35⁄22 + 7,5           | [°N] = [°N]                     | [°De] = (33 − [°N]) × 50⁄11    | [°Ré] = [°N] × 80/33           |
| Delisle    | [°C] = 100 − [°De] × 2⁄3      | [K] = 373,15 − [°De] × 2⁄3           | [°F] = 212 − [°De] × 6⁄5         | [°Ra] = 671,67 − [°De] × 6⁄5          | [°Rø] = 60 − [°De] × 7⁄20            | [°N] = 33 − [°De] × 11⁄50       | [°De] = [°De]                  | [°Ré] = 80 − [°De] × 8⁄15      |
| Reaumur    | [°C] = [°Ré] × 5/4            | [K] = [°Ré] × 1,25 + 273,15          | [°F] = [°Ré] × 2,25 + 32         | [°Ra] = [°Ré] × 9/4 + 491,67          | [°Rø] = [°Ré] × 21⁄32 + 7,5          | [°N] = [°Ré] × 33/80            | [°De] = (80 − [°Ré]) × 15⁄8    | [°Ré] = [°Ré]                  |

### Pontos Importantes
| Comentário                                                  | Kelvin   | Celsius | Fahrenheit | Rankine   | Delisle | Newton | Réaumur | Rømer   |
| ----------------------------------------------------------- | -------- | ------- | ---------- | --------- | ------- | ------ | ------- | ------- |
| Zero absoluto                                               | 0,00     | -273,15 | −459,67    | 0,00      | 559,73  | −90,14 | −218,52 | −135,90 |
| Temperatura mais baixa já registrada da superfície da Terra | 184      | −89,2   | −128,6     | 331       | 284     | −29    | −71     | −39     |
| Mistura gelo/sal de Fahrenheit                              | 255,37   | −17,78  | 0,00       | 459,67    | 176,67  | −5,87  | −14,22  | −1,83   |
| O gelo se funde na pressão normal                           | 273,15   | 0,00    | 32,00      | 491,67    | 150,00  | 0,00   | 0,00    | 7,50    |
| Ponto triplo da água                                        | 273,16   | 0,01    | 32,018     | 491,688   | 149,985 | 0,0033 | 0,008   | 7,50525 |
| Temperatura média da superfície da terra                    | 288      | 15      | 59         | 519       | 128     | 5      | 12      | 15      |
| Temperatura média do corpo humano*                          | 310      | 37      | 98         | 558       | 95      | 12     | 29      | 27      |
| Temperatura mais alta já registrada na superfície da Terra  | 331      | 58      | 136,4      | 596       | 63      | 19     | 46      | 38      |
| Ebulição da água na pressão normal                          | 373,1339 | 99,9839 | 211,97102  | 671,64102 | 0,00    | 33,00  | 80,00   | 6000    |
| Titânio se funde                                            | 1941     | 1668    | 3034       | 3494      | −2352   | 550    | 1334    | 883     |
| Superfície do Sol                                           | 5800     | 5500    | 9900       | 10400     | −8100   | 1800   | 4400    | 2900    |

(*) A temperatura normal do corpo humano é de 36,8 °C ± 0,7 °C, ou 98,2 °F ± 1,3 °F. O valor comumente dado 98,6 °F é simplesmente a conversão exata do padrão alemão do século XIX de 37 °C. Não use isto para avaliar seu estado de saúde (procure um médico). Alguns números desta tabela foram arredondados.

### Representação Gráfica
|                                                    |               |                                                             |                                |                                   |                                                  |                                           |                                                            |                                    |  | Rankine (°Ra) |
| Kelvin (K)                                         |               |                                                             |                                |                                   |                                                  |                                           |                                                            |                                    |  |               |
| Fahrenheit (°F)                                    |               |                                                             |                                |                                   |                                                  |                                           |                                                            |                                    |  |               |
| Celsius (°C) Réaumur (°Ré) Rømer (°Rø) Newton (°N) |               |                                                             |                                |                                   |                                                  |                                           |                                                            |                                    |  |               |
| Delisle (°D)                                       |               |                                                             |                                |                                   |                                                  |                                           |                                                            |                                    |  |               |
|                                                    | Zero absoluto | Temperatura mais baixa já registrada na superfície da Terra | Mistura gelo/sal de Fahrenheit | O gelo se funde na pressão normal | Temperatura média da superfície da terra (15 °C) | Temperatura média do corpo humano (37 °C) | Temperatura mais alta já registrada na superfície da Terra | Ebulição da água na pressão normal |  |               |

## O Ponto Triplo da Água

A imagem ilustra uma célula de ponto triplo, na qual gelo (sólido), água (líquido) e vapor (gás) estão em equilíbrio térmico, na temperatura de 273,16 K

O ponto triplo da água é o ponto onde a água existe em três estados físicos (sólido, líquido e gasoso), graças a um específico conjunto condições (pressão e temperatura), resultado de um equilíbrio térmico, para 0,01 °C (273,16 K) e 611 Pa.